# Carlota Ferreira
Carlota Ferreira (Montevideo, 31 de enero de 1838 - Misiones, c. 1912) fue una mujer de vida turbulenta y romances escandalosos, transgresora de los cánones de la sociedad uruguaya de fines del siglo XIX. Inmortalizada por Juan Manuel Blanes en 1883, su retrato es un ícono del arte uruguayo y ha inspirado numerosas leyendas.

## Biografía
Poco se sabe de la vida de Carlota Ferreira, aunque recientes investigaciones aportan documentos que afirman que fue hija natural de Mercedes Ferreyro García y fue bautizada como Petrona Mercedes Ferreyro García el 9 de diciembre de 1840 en la Iglesia del Cordón.
En 1872 enviudó del Dr. Emeterio Celedonio Regunaga, Ministro de Hacienda uruguayo durante el gobierno de Lorenzo Batlle y Grau, 23 años mayor que ella y con quien tenía tres hijos. En 1881 se casó con Ezequiel de Viana y Oribe en Buenos Aires, de quien enviudó nuevamente al poco tiempo. La familia de su segundo marido, descendiente de José Joaquín de Viana, consideró que el matrimonio fue un bochorno.
En 1883 visitó el estudio de Juan Manuel Blanes en Montevideo en la calle Soriano. Se presentó ante el retratista como viuda del Dr. Regunaga y con algunas fotografías le encargó un retrato de su difunto primer marido.
El pintor ya tenía antecedentes de romances complicados. En 1854 había comenzado la relación con María Linari, casada con el italiano José Copello, con quien tenía una hija. En 1855 huyeron a Salto escapando de la persecución del marido de María, con la niña de 6 años y el recién nacido hijo de la pareja, Juan Luis Blanes. En 1857 tuvieron un segundo hijo, Nicanor. En 1860 falleció Copello y Blanes se casó con la madre de sus hijos. Ambos hijos de Blanes fueron también artistas, formados primero con su padre y luego en Europa.

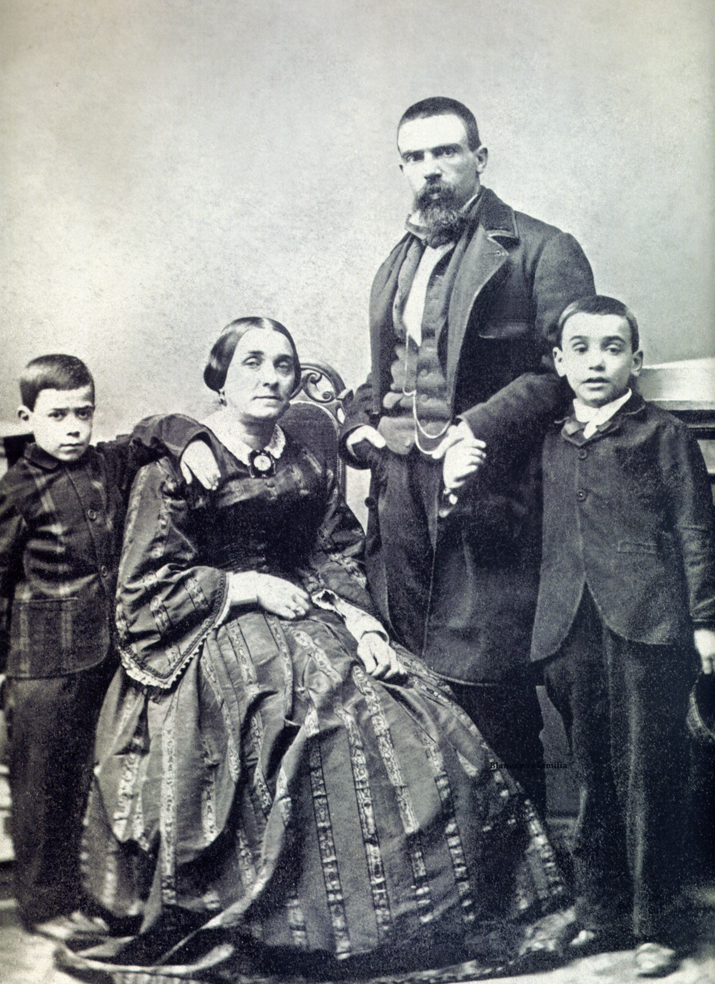
Juan Manuel Blanes y María Linari con sus hijos Juan Luis y Nicanor (Florencia, 1863)

La destacada carrera de Blanes como pintor retratista y de hechos históricos regionales debe haber hecho que Carlota lo eligiera para la encomienda. Pronto iniciaron un turbulento romance que finalizó en 1886, cuando Nicanor Blanes, de 26 años, huyó con la amante de su padre, 22 años mayor que él, para casarse con ella en Buenos Aires. Seis meses después Carlota pidió la anulación del matrimonio y Nicanor regresó desolado a la casa familiar de Montevideo.

“Nicanor y su padre deben mirarse misteriosamente, con temor, y súplicas de piedad regadas en el silencio. La soledad, el pavor, la tragedia sin forma, se ciernen sobre las almas como predestinación.”
Eduardo De Salterain Herrera, 1950.

La desgracia de la familia Blanes se completó con la muerte de su hijo Juan Luis, atropellado por un carro. Poco después falleció María Linari y Nicanor viajó a Europa sin dejar ningún rastro. Muchos fueron los intentos del padre por encontrar su paradero. La última noticia de Nicanor fue una carta desde Italia dirigida a su familia en 1895. En 1899 Juan Manuel Blanes viajó a Pisa, donde moriría en 1901 sin haber podido encontrar a Nicanor.
En 1889 María Linari escribió: “Carlota tiene la atracción del abismo”.
En 1895 Carlota Ferreira se casó nuevamente. El Dr. Julio Jurkowsky, médico polaco con una brillante carrera en Uruguay, pensador positivista, decano de la Facultad de Medicina, casado y con una hija de 12 años, cayó ante sus encantos y se mudó con ella y la niña a Salto, donde instaló una clínica psiquiátrica. Carlota era adicta a la morfina y se dice que pasaba las tardes drogada en los jardines de la clínica de su marido.

“...mi colega polaco ha caído en los brazos de una circe vieja y seductora, Carlota Ferreira. Ella y las dosis de morfina pronto terminarán con ese hombre tan capaz y trabajador, totalmente empobrecido y venido abajo. Por sus venas pasó por año, seguramente, medio quilo de morfina.”
Dr. Carl Brendel

En el carnaval de 1898, el joven escritor Horacio Quiroga conoció a María Esther, la hija del Dr. Jurkowsky. María Esther se convirtió en el primer amor de Quiroga, quien obtuvo el permiso del padre para visitarla como novio, pero tanto la familia del escritor como Carlota se oponían firmemente a la relación. La familia de Quiroga objetaba a la madrastra de la jovencita y Carlota deseaba para María Esther un marido judío de Buenos Aires y la joven fue enviada a la capital porteña para separarla del escritor.
En 1905 Quiroga se reencontró brevemente con María Esther y Carlota en Buenos Aires y la desilusión de su amor de juventud lo llevó a escribir Una estación de amor, el más romántico de sus Cuentos de amor de locura y de muerte, donde Carlota es representada como la malévola cuñada del Dr. Arrizabalaga.
Carlota y Jurkowsky abandonaron Uruguay, en compañía del también médico polaco Miguel Laudanski, para radicarse en Cosquín, donde instalaron una clínica para el tratamiento de la tuberculosis. El fracaso de la empresa llevó a Laudanski al suicidio. Jurkowsky había invertido todo en la clínica y la depresión lo condujo a la adicción a la morfina. Abandonó a Carlota por Rosalía, una enfermera de su clínica, y con ella se trasladó a Apóstoles para trabajar en el hospital local. Falleció en 1912 de una sobredosis. Cuentan que Rosalía enloqueció de amor y vagaba por las calles de Apóstoles envuelta en cobijas y seguida por una decena de perros.
No se sabe qué fue de Carlota después de que Jurkowsky la abandonó. Podría haber permanecido en Salto o haber ido tras él a Misiones, donde una leyenda cuenta que la llamaban “la loca” por subir desnuda a los árboles cantando óperas italianas y terminó suicidándose.

“Debía de haber tenido, como mujer, profundo encanto; ahora la histeria había trabajado mucho su cuerpo siendo, desde luego, enferma del vientre. Cuando el latigazo de la morfina pasaba, sus ojos se empañaban, y de la comisura de los labios, del párpado globoso, pendía una fina redecilla de arrugas. Pero a pesar de ello, la misma histeria que le deshacía los nervios era el alimento, un poco mágico, que sostenía su tonicidad.”
Horacio Quiroga, 1917.

## Los cuadros de Blanes

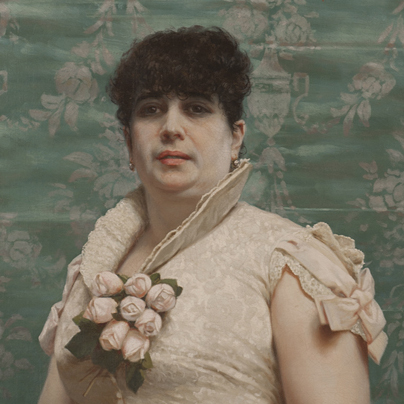
Detalle del Retrato de Doña Carlota Ferreira (1883)

El famoso retrato realizado por Blanes en 1883 muestra a la viuda de Regunaga opulenta, donde la cintura ceñida por un corsé asfixiante le resalta el busto. Blanes sitúa la línea del horizonte convencional académico hacia la parte inferior del cuadro, destacando las cualidades de la figura femenina tratadas con suntuosidad pictórica. La atmósfera radiante la acerca al clima luminoso del modernismo, aunque conserva el tratamiento académico y estrictas formas en su lenguaje plástico.
Más allá de la historia turbulenta detrás del cuadro, la obra soporta la eliminación de la anécdota. Imperiosa presencia, la maciza figura femenina se impone y mira directamente al espectador. El fondo empapelado recorta la figura y la evidencia en volumen. El cabello negro ensombrece los ojos y se contrapone al negro del mantón sobre el cual apoya la mano enfundada en un guante color marfil. La disposición de estos negros obliga al espectador a recorrer el cuadro completo, a no centrarse en el rostro de mirada plácida y labios carnosos. La suavidad de la piel de los brazos se contrapone al ceñido corsé y la gasa bordada de la falda. Las rosas del escote reciben un tratamiento de suaves matices superpuestos y graduación sutil de tonalidades dejando implícito un perfume, una fragancia que invade todo el lienzo.

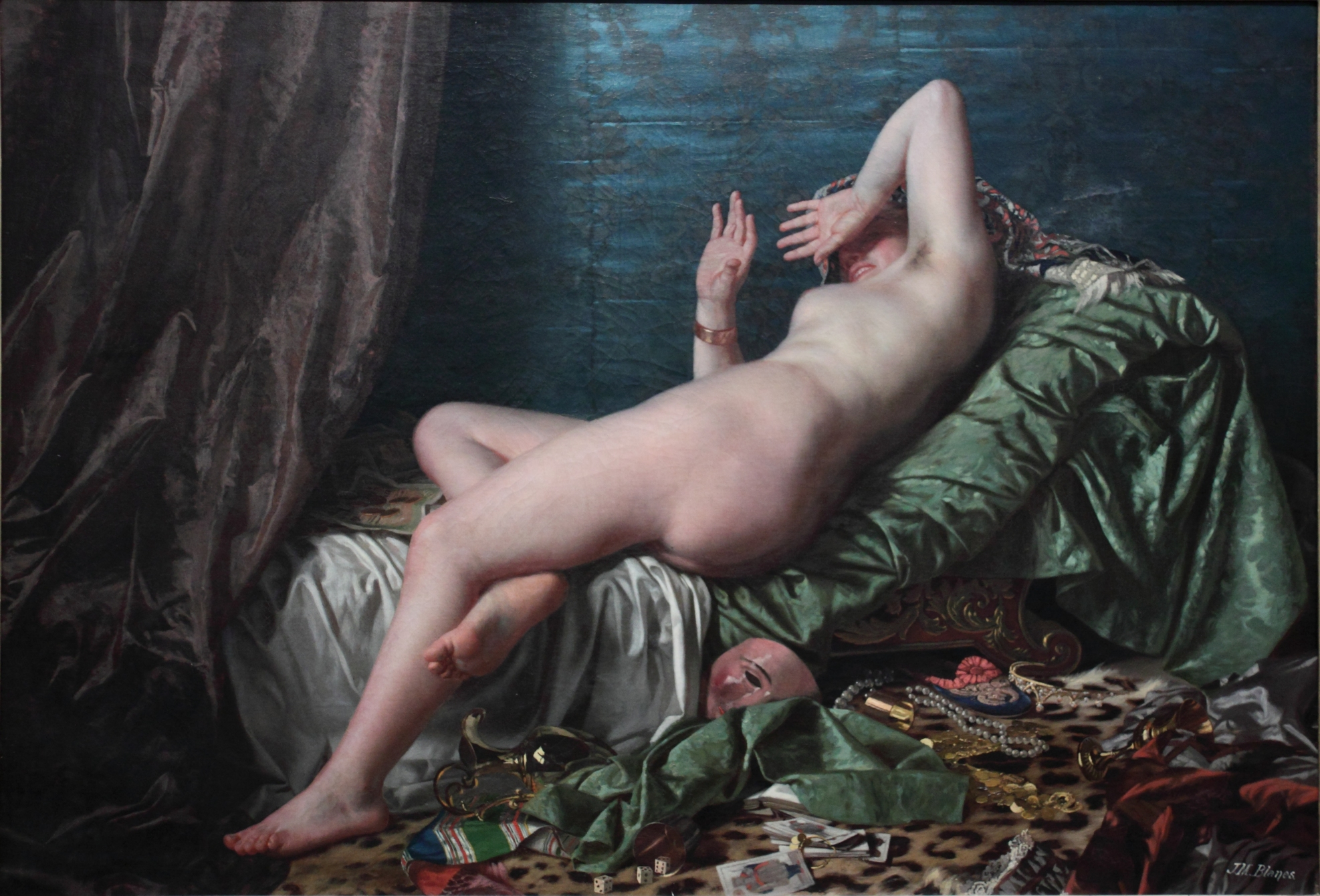
Demonio, mundo y carne Juan Manuel Blanes, óleo sobre tela, 106 x 156 cm (1886) Museo Juan Manuel Blanes

Blanes muestra en este retrato su virtuosismo en el registro de los detalles de la vestimenta y accesorios. El retrato de Carlota Ferreira es un ícono del arte uruguayo, que desde su creación ha ejercido fascinación y motivado a muchos artistas a reinterpretarla. Tal es el caso de Vicente Martín, Álvaro Amengual, Pedro Peralta y Oscar Larroca, entre otros. 
El retrato de Carlota se encuentra en exhibición permanente en el Museo Nacional de Artes Visuales de Montevideo.
También fue ella la modelo de Demonio, mundo y carne realizado por Blanes en 1886. El cuadro muestra a una ninfa desnuda yaciendo sobre la misma tela utilizada como fondo en el retrato de la viuda de Regunaga, cubriéndose el rostro como sorprendida en su intimidad. La alegoría demoniza los vicios y peligros que, según Blanes, amenazaban la moral burguesa de la época. El cuadro fue seleccionado para la Exposición Universal de París de 1900 y fue donado al Museo Juan Manuel Blanes por la familia Ilarraz en 1975. Se encuentra en exposición permanente en la sala dedicada a Blanes, junto a otras importantes obras del artista.

## Literatura
La vida de Carlota Ferreira inspiró numerosos relatos, así como la obra teatral de Milton Schinca “Los Blanes”, estrenada en 1974, con Estela Medina en el papel de Carlota, que fue retirada de cartel por el Consejo de Estado del gobierno dictatorial acusando al autor de “deshonrar a un prócer de la patria”. La obra fue editada en 1991 y puesta nuevamente en cartel como "Nuestra Señora de los Ramos", donde los personajes de Juan Manuel Blanes, Nicanor y Carlota aparecen anónimos, nombrados simplemente como Padre, Hijo y Ella.
En 1997 se publicó la novela de María Esther de Miguel “El general, el pintor y la dama”, un apasionado retrato de Juan Manuel Blanes y su relación con su esposa, Justo José de Urquiza, Nicanor y Carlota. La novela alterna ficción con realidad, exponiendo un territorio privado en el que podrían haber existido esas situaciones entre los personajes en el contexto histórico real. La narración propone otra lectura a los acontecimientos documentados de los personajes.
En 2002 Antonio Larreta publicó “El guante”, donde nuevamente la imaginación del escritor rellena los huecos de la historia. El protagonista de la novela es un pintor uruguayo llamado Juan Linari que llega a Venecia buscando a su hijo Nicanor. La historia de pasiones y celos entre padre e hijo en torno a la amante del padre, las relaciones incestuosas entre hermanos y una serie de hechos improbables agregan misterio y emoción a la leyenda de Carlota Ferreira.
En 2015 se publicó el libro Carlota Ferreira, Retrato de una mujer que se inventó de Diego Fischer, una novela basada en la investigación realizada por el autor en Uruguay y Argentina que aporta  nuevos datos sobre su protagonista.